# E te veng' a piglià
E te veng' a piglià è un singolo del cantante italiano Liberato, pubblicato il 9 maggio 2021.

## Video musicale
Il videoclip, diretto da Enea Colombi, è stato pubblicato in concomitanza con il lancio del singolo sul canale YouTube del cantante.

## Tracce
Testi e musiche di Liberato.
1. E te veng' a piglià – 3:31

## Classifiche
| Classifica (2021) | Posizione massima |
| ----------------- | ----------------- |
| Italia            | 47                |